# Bever (Weser)
Die Bever ist ein 10,5 km langer, linksseitiger bzw. südwestlicher Nebenfluss der Weser im Kreis Höxter, Nordrhein-Westfalen (Deutschland).
Sie ist zu unterscheiden vom Beverbach, einem östlichen Zufluss der Weser. Diese mündet weiter nördlich bei Bevern in Niedersachsen in die Weser.

## Verlauf
Der Bach Bever entsteht am Nordostrand der Warburger Börde durch den 1,3 km ostsüdöstlich von Borgholz bei der Tückemühle gelegenen Zusammenfluss des von Borgholz kommenden Jordans und des von Natzungen bzw. Südwesten heran fließenden Eselsbachs.
Von hier verläuft die Bever entlang eines Abschnitts der B 241 in überwiegend nordöstlicher Richtung durch südliche Teile des Weserberglands. Das Wasser des von Südosten kommenden Bachs Lebersiek aufnehmend fließt sie nach Dalhausen (südwestlicher Stadtteil von Beverungen), um am südlichen Stadtrand von Beverungen nach Kreuzen der B 83 in die von Süden kommende Weser zu münden. Ihrer Einmündung liegen die südniedersächsische Gemeinde Lauenförde und das Mittelgebirge Solling gegenüber.

## Namensgeschichte
Es wird vermutet, dass der Flussname von dem plattdeutschen Wort für Biber, „Bever“, stammt.

## Geschichte
Überschwemmungskatastrophen der Bever nach plötzlich einsetzendem Tauwetter sind für den 23. Februar 1839 und den 20. Januar 1840 überliefert. „Eine Wasserkatastrophe großen Ausmaßes war am 31. Mai 1867. Zwei Gewitter entluden sich über dem oberen Dorf [Dalhausen] und entfesselten einen furchtbaren Wolkenbruch. Die Fluten wurden 20 Fuß hoch und rissen mit, was möglich war. Sechs Leute – zwei Erwachsene und vier Kinder – fanden in den Fluten den Tod.“
Am 1. Dezember 2006 kam es nach einem Gülleunfall zu einer Verseuchung des Gewässers. Durch einen faustgroßen Riss im Fermenter der Biogasanlage in Borgentreich-Natzungen gelangten große Mengen Gärsubstrat in den Eselsbach und damit in die Bever, wodurch es zu einem massiven Fischsterben kam. Forellen, Aale, Äschen, Krebse und andere Wassertiere verendeten, wovon auch die angrenzenden Fischteichanlagen betroffen waren.

## Landschaftsschutz
Der „gesamte Verlauf der Bever mit ihrer umgebenden Aue bis zur Einmündung in die Weser“ wurde 1998 seitens des Kreises Höxter in den Landschaftsplan Nr. 2 „Wesertal mit Beverplatten“ aufgenommen. „Die ebene Talaue des gestreckten bis geschwungenen Bachlaufes wird zeitweilig überflutet. An der Bever liegen nur noch wenige Flächen mit Dauergrünland über pleistozänen Talschottern, die von einer holozänen Auenlehmschicht bedeckt werden. Der Entwicklungsraum besitzt jedoch wichtige Grundwasserschutzfunktionen und als natürlicher Retentionsraum auch Wasserregulationsfunktion. Als naturnahes Fließgewässer ist die Bever in weiten Teilen als geschütztes Biotop nach § 62 LG kartiert und besitzt als Fließgewässer auch darüber hinaus ein hohes ökologisches Potenzial. Mit ihrer Talaue bildet sie eine bedeutsame Entwicklungsachse für die Ausbreitung von Pflanzen und Tierarten in das angrenzende Bergland. Am Bachlauf ist fast durchgängig uferstabilisierender Gehölzbewuchs vorhanden, der Erosionsschutzfunktion besitzt und gleichzeitig zur Gliederung und Belebung der Talaue beiträgt. Die natürliche Fließgewässerdynamik soll im ganzen Talraum der Bever durch Ausweisung von ausreichend breiten Uferrandstreifen zugelassen bzw. gefördert werden. Der Entwicklungsraum ist aufgrund der bestehenden Landschaftsstruktur für die landschaftsgebundene Erholung gut geeignet, eingeschränkt durch eine gebotene Rücksichtnahme auf schutzwürdige und empfindliche Lebensräume der landschaftsraumtypischen Flora und Fauna.“